# Мадара
Мадара је село у Северној Бугарској. Налази се у општини Шумен (Шуменска област). Према подацима од 2010. године село има 1.238 становника.

## Знаменитости
Мадара је археолошки локалитет код Шумена у Бугарској. На њему им више културно историјских споменика који обухваталу раздобље од енолитика (остаци насеља)преко трачко-римског доба (светилиште нимфи, вила рустика) до средњег века (паганско светиште, тврђава, манастир с црквом итд.)
Један од најзанимљивијих споменика је велики, у стену уклесан, рељеф коњаника Мадарски коњаник, који представља бугарског владара из VIII века. Уз рељеф су уклесани грчки текстови који садрже неку врсту хронике бугарских владара из VIII и почетка IX века (Тервела, Кормесија, Омуртага (814—835). То су најстарији познати писани бугарски споменици историјског садржаја.